# Histoires courtes d'Arnest Ringard et d'Augraphie
Les histoires courtes d'Arnest Ringard et d'Autographie sont des histoires de la série Les Démêlés d'Arnest Ringard et d'Augraphie d'André Franquin, Yvan Delporte et Frédéric Jannin. Elles sont initialement publiées dans le journal Spirou au cours des années 1994 et 1995.

## Liste des histoires courtes
- Envoyer des fées aux pièces (publiée pour la première fois dans le journal Spirou no 2936 de 1994).
- Les Routes vont et viennent par bicycle (publiée pour la première fois dans le journal Spirou no 2940 de 1994).
- Rien ne va plus entre Arnest Ringard et Augraphie (publiée pour la première fois dans le journal Spirou no 2944 de 1994).
- Le Pendule, l'encart et ce mage-là verse (publiée pour la première fois dans le journal Spirou no 2950 de 1994).
- Une bonne détection fait la joie errante (publiée pour la première fois dans le journal Spirou no 2960 de 1995).
- Mais que coûtent ces fouilles sur le terrain de seize ? (publiée pour la première fois dans le journal Spirou no 2969 de 1995).
- Arnest se montre bien trop ravioli pour se faire corner (publiée pour la première fois dans le journal Spirou no 2990 de1995).
- Le Sale examen autorise une meilleure visite de la baie (publiée pour la première fois dans le journal Spirou no 3008 de 1995).